# Mouanko
Mouanko ist eine Gemeinde in Kamerun in der Region Littoral im Département Sanaga-Maritime. 

## Geografie
Mouanko liegt am Rande des Schutzgebiets Douala-Edea Faunal Reserve nahe der Küste Kameruns, am Ufer des Flusses Sanaga.